# تشاك كوكسيس
تشاك كوكسيس (بالإنجليزية: Chuck Kocsis)‏ هو لاعب غولف أمريكي، ولد في 27 يناير 1913، وتوفي في 30 مايو 2006.